# جيمي دورانت (عسكري)
جيمي دورانت (بالإنجليزية: Jimmy Durrant)‏ هو عسكري جنوب أفريقي، ولد في 5 مايو 1913، وتوفي في 15 أكتوبر 1990.